# 石原町駅
石原町駅（いしはらまちえき）は、福岡県北九州市小倉南区大字新道寺にある、九州旅客鉄道（JR九州）日田彦山線の駅である。駅番号はJI08。
北九州国定公園の平尾台へ行くバスに接続しており、ハイカー等の利用がある。

## 歴史
- 1915年（大正4年）4月1日：小倉鉄道の駅として開設[3][4]。（発音は「いしわらまちえき」[5]）
- 1943年（昭和18年）5月1日：小倉鉄道が国有化される[4]。同時に「いしはらまち」に呼称変更[6]。
- 1960年（昭和35年）4月1日：路線名称整理に伴い、日田彦山線の駅となる[6]。
- 1984年（昭和59年）2月15日：駅員無配置駅となる[7]。
- 1987年（昭和62年）4月1日：国鉄分割民営化により、JR九州・JR貨物が継承[4][8]。
- 1996年（平成8年）3月16日：貨物列車設定廃止[4][9]。
  - 当駅と呼野駅の間から分岐し、三菱マテリアル東谷工場（現・東谷鉱山）へ至る専用線があり、同工場から黒崎駅まで石灰石・セメントクリンカーの輸送が行われていた[9]。
- 1999年（平成11年）3月31日：JR貨物の駅（貨物取扱）が廃止[1]。
- 2015年（平成27年）3月14日：再度無人駅化[2]。
- 2017年（平成29年）3月4日：快速が当駅より各停に変更。

## 駅構造
単式ホーム1面1線と島式ホーム1面2線、合計2面3線を有する地上駅。但し、下り用2番線は緩急接続廃止に伴い現在使用されていない。そのため2番線に関わる信号機は全て消灯しており、側方に向けられている。しかし、3番線（田川後藤寺方面乗り場）小倉側出発信号機と田川後藤寺側場内信号機はそのまま残されている。
現在使用されている駅舎は大正4年に建築されたものである。互いのホームは構内踏切で連絡している。駅舎は単式ホーム側にある。
また、2017年2月末頃に構内踏切の警報機が更新された。その際に遮断機が設置され、2017年3月4日より供用が開始された。
JRの特定都区市内制度における「北九州市内」の駅である。

### のりば
| のりば | 路線           | 方向           | 行先                 |
| ------ | -------------- | -------------- | -------------------- |
| 1      | 日田彦山線     | 上り           | 石田・城野・小倉方面 |
| 2      | （使用停止中） | （使用停止中） | （使用停止中）       |
| 3      | 日田彦山線     | 下り           | 田川後藤寺・添田方面 |

## 利用状況
2016年度の1日平均乗車人員は190人である。
| 乗車人員推移 | 乗車人員推移 |
| 年度         | 1日平均人数  |
| ------------ | ------------ |
| 2000年       | 268          |
| 2001年       | 255          |
| 2002年       | 242          |
| 2003年       | 234          |
| 2004年       | 218          |
| 2005年       | 212          |
| 2006年       | 204          |
| 2007年       | 208          |
| 2008年       | 224          |
| 2009年       | 212          |
| 2010年       | 216          |
| 2011年       | 210          |
| 2012年       | 200          |
| 2013年       | 196          |
| 2014年       | 178          |
| 2015年       | 190          |
| 2016年       | 190          |

## 駅周辺

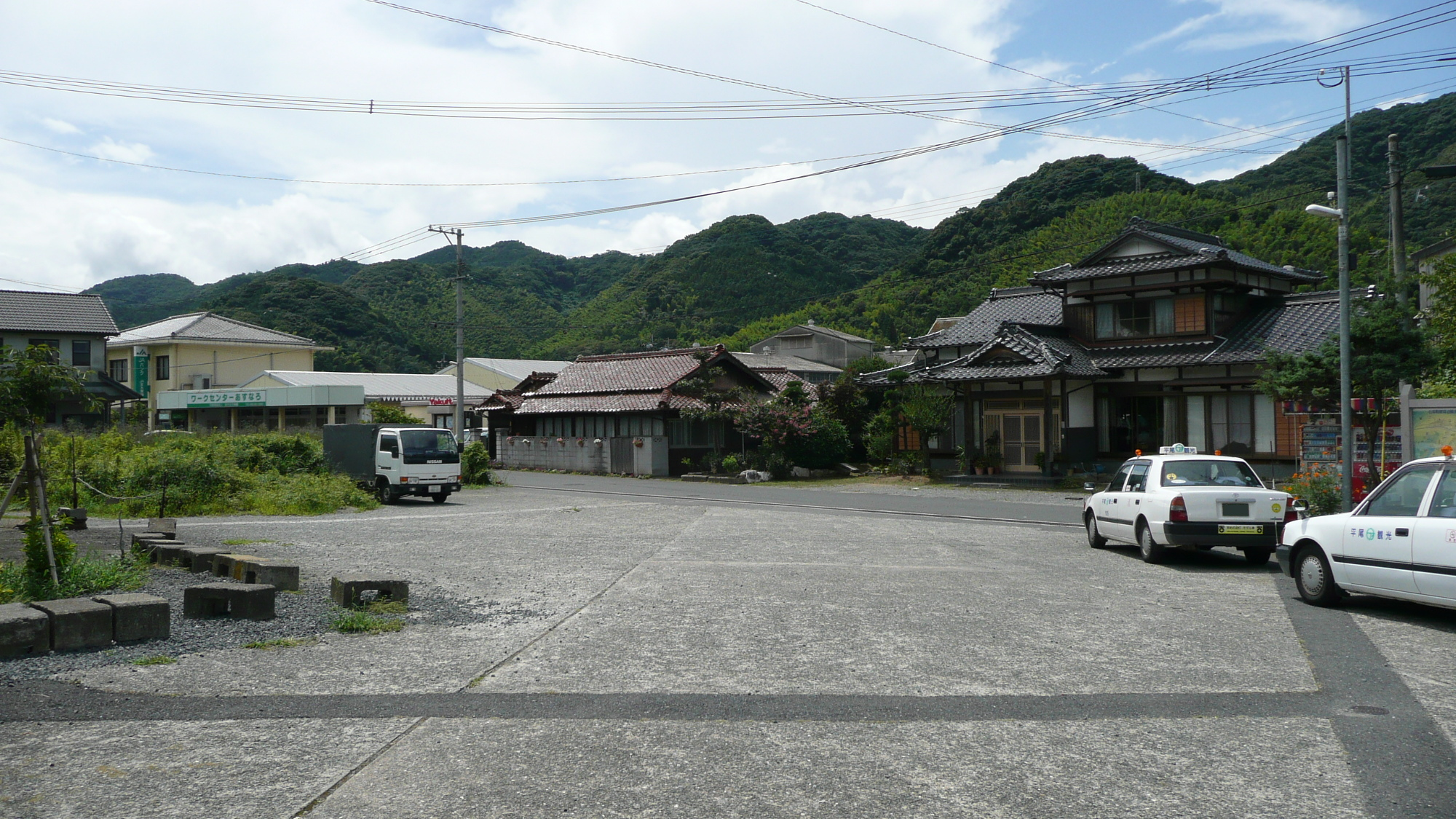
駅前広場

駅名の「石原町」は当駅の北西にある地名である。
- 北九州市立新道寺小学校
- 北九州市小倉南区役所東谷市民センター
- 北九州市立東谷中学校
- 国道322号
- 福岡県道28号直方行橋線
- 福岡県道220号石原町停車場線
- 福岡県道256号新道寺曽根線
- 福岡県道257号井手浦徳力線
- 小倉鉄工団地
- 千仏鍾乳洞 （当駅より 北九州市おでかけ交通 平尾台線「平尾台観察センター」下車、東へ1.2km。所要20分）

## バス路線
- 西鉄バス北九州 - 駅南側の山ヶ迫バス停または丸山バス停が最寄り。
  - 34：中谷・新道寺・山手一丁目・北方・小倉駅バスセンター・砂津方面
- ひまわりタクシー - 乗合タクシー。駅前乗り場より運行。平尾台アクセスのための交通機関。定期運行便は３月から11月の土日休日のみ運行され、その他の日はオンデマンド便での運行[11]。
  - おでかけ交通平尾台線：中谷車庫 - JR石原町駅 - 井手浦口 - 吹上峠 - 自然の郷・観光センター
- 勝山タクシー - 乗合タクシー。駅前乗り場より運行。西鉄バスが撤退した東谷地区との連絡を担う（平日・土曜日のみ）[12]。
  - おでかけ交通東谷線：守恒 - 徳力公団前 - 徳力嵐山口 - 中谷 - JR石原町駅 - 木下 - 呼野 - 頂吉越

## 隣の駅
九州旅客鉄道（JR九州）
 日田彦山線
■快速（上り1本のみ運転）
志井駅 (JI07) ← 石原町駅 (JI08) ← 香春駅 (JI11)
■普通
志井駅 (JI07) - 石原町駅 (JI08) - 呼野駅 (JI09)